# Звёздочка (типографика)
Звёздочка, или астери́ск (греч. ἀστέρισκος) — типографский знак в виде небольшой, обычно пяти- или шестиконечной звёздочки (*), расположенной в строке или поднятой над строкой.
Был введён во II веке до н. э. в текстах Александрийской библиотеки античным филологом Аристофаном Византийским для обозначения неясностей.

## Традиционное использование
- Надстрочная звёздочка — классический знак сноски или примечания (в старину её иногда даже относили к знакам препинания и называли «примечательный знак»). Второе, третье и т. д. примечания обозначаются в отечественной типографской традиции двумя, тремя и т. д. звёздочками в ряд (если количество сносок превышает 3, то вместо звёздочек рекомендуется использовать цифры на верхнюю линию).
- Расположенные на отдельной строке три звёздочки в ряд (или треугольником) используются в качестве разделителя разделов текста либо заменяют заголовок (особенно часто используются вместо названия у безымянных стихотворений); иногда ставятся и при завершении текста. В английском языке этот символ называется «динкус[англ.]».
  - Существует отдельный типографский символ из трёх звёздочек треугольником — астеризм (⁂).
- Звёздочками может заменяться (целиком или частично) неназываемое имя (например, в посвящении стихов: «К ***», «П. А. О***»), дату (например, в художественном произведении, «В 18** году…») или непечатное слово.
- В языкознании звёздочку ставят:
  - перед восстановленной, гипотетической словоформой, не зафиксированной в памятниках письменности: праслав. *gordъ (город), *kaina (цена), *vertmen (время);
  - в начале грамматически неправильных примеров для пометы этой грамматической неправильности, например: *Кто его спрашивала?
- Звёздочками (от одной до пяти) обозначают качество некоторых видов товаров и услуг (главным образом коньяков и отелей): чем больше звёздочек, тем выше качество.

## В математике
- Звёздочкой обозначается двуместный оператор свёртки.
- Префиксной звёздочкой обозначается одноместный линейный оператор Ходжа.
- Надстрочной звёздочкой часто обозначают всякого рода двойственные и сопряжённые объекты.
- Надстрочная звёздочка в записи регулярных множеств означает операцию итерации: {\displaystyle A^{*}=\lbrace \lambda \rbrace \cup A\cup (A\cdot A)\cup (A\cdot A\cdot A)\cup \dots }; через {\displaystyle \lambda } тут обозначено пустое слово, а точкой — операция конкатенации.
- Иногда может означать транспонирование матрицы.

## В программировании, информатике и вычислительной технике
- В большинстве языков программирования звёздочка используется как знак умножения.
- В языках C/C++ и их потомках звёздочка перед именем переменной-указателя (или перед выражением-указателем) используется для обращения к переменной, на которую этот указатель ссылается. При объявлении переменных звёздочка перед именем означает, что переменная является указателем.
- В шаблонах команд различных операционных систем, да и вообще в различных применениях интерфейса командной строки, звёздочка является одним из символов-джокеров (англ. wildcard characters) и заменяет произвольную (или с некоторыми ограничениями) последовательность символов; чаще всего это применяется для поиска и выбора нужных файлов: так, DOS-команда

dir ZZ*.TXT
покажет список всех файлов с расширением TXT, имя которых начинается на ZZ. Поэтому «звёздочка» не может быть использована в имени файла.
- В компьютерной записи регулярных выражений звёздочка обозначает повторение от 0 до бесконечного количества раз.

В некоторых языках программирования используются сочетания звёздочек между собой и с другими знаками:
- ** — знак возведения в степень в Фортране и Питоне;
- /* и */ — знаки начала и конца комментария в C/C++ и их потомках;
- (* и *) — знаки начала и конца комментария в Паскале и его потомках;
- *= — знак операции «изменить значение переменной, умножив её на другую» в C/C++ и их потомках (запись a *= b используется вместо a = a*b);
- \* — комбинация, иногда используемая для обозначения звёздочки самой по себе (применяется, когда у звёздочки по умолчанию принят особый смысл, а в рассматриваемой ситуации он не нужен).
- Из соображений конфиденциальности при вводе пароля каждый знак отображается на дисплее в виде звёздочки (реже — точкой).
- В Microsoft Word можно набрать текстовый фрагмент вида *фрагмент*. При включённой автозамене Ваш фрагмент станет полужирным.
- В языке разметки Markdown звёздочка используется для составления маркированных списков, а также для обозначения курсивного и полужирного начертаний текста.

### В Википедии и вообще в MediaWiki
- Для составления маркированных списков.
- При категоризации для помещения статьи в начало списка. В настоящее время заменено пробелом.
- /* и */ — знаки начала и конца →ссылки на раздел в описании правки.

## В Юникоде
Среди символов Юникода (версии 5.2) 29 содержат в названии слово asterisk — из них 2 символа комбинирующие (звёздочка над и под основным символом), 1 символ служебный (tag asterisk).

## В Интернете
В Интернете, включая интернет-СМИ, звёздочкой часто зацензуривается мат, например «да пошёл ты на***» и так далее. Также этот метод цензурирования мата применяется и на телевидении, особенно в субтитрах.
Зачастую, в IRC, DC и прочих чатах звёздочка означает коррекцию слова. Чаще всего этот метод применяют для коррекции орфографических ошибок или опечаток, допущенных в предыдущем сообщении, особенно в ситуациях, когда невозможно отредактировать отправленное сообщение, и когда из-за использования автозамены при наборе текста на мобильных устройствах получается совсем другое по смыслу и значению слово от того, что должно быть на самом деле. Ввиду невозможности отредактировать отправленное собеседнику сообщение во многих подобных мессенджерах, в частности, WhatsApp, этот метод коррекции неправильно написанного слова очень широко распространён.

<XXX> Я реактирую статью в Википедии

<XXX> *редактирую

Также, учитывая преобладание прямой речи в сетевых переписках, действия (описанные в первом или третьем лице) в них также выделяются звёздочками с двух сторон.

Привет! *помахал рукой* Как поживаешь?